# Silvano Prandi
Silvano Prandi (ur. 13 listopada 1947 w San Benedetto Belbo) – były włoski siatkarz, a obecnie trener siatkarski.
Jako selekcjoner reprezentacji Włoch zdobył brązowy medal na igrzyskach olimpijskich w 1984 r. w Los Angeles.
Z reprezentacją Bułgarii il Professore zdobył brązowy medal mistrzostw Europy w 2009 r. w Turcji.

## Sukcesy trenerskie

### klubowe i reprezentacyjne
| Klub/Reprezentacja         | Osiągnięcie                      | Trofeum        | Rok                               |
| CUS Torino                 | Mistrzostwo Włoch                | złoto · srebro | 1979, 1980, 1981, 1984 1982, 1983 |
| CUS Torino                 | Puchar Europy Zdobywców          | złoto · srebro | 1984 1983                         |
| Włochy                     | Igrzyska Olimpijskie             | brąz           | 1984                              |
| CUS Torino                 | Puchar CEV                       | brąz           | 1986                              |
| Pallavolo Padwa            | Puchar CEV                       | srebro · brąz  | 1989, 1992, 1993 1991             |
| Piemonte Volley            | Superpuchar Europy               | złoto          | 1996, 1997                        |
| Piemonte Volley            | Puchar Włoch                     | złoto          | 1996, 1999, 2006                  |
| Piemonte Volley            | Puchar CEV                       | złoto          | 1996                              |
| Piemonte Volley            | Mistrzostwo Włoch                | złoto          | 1996, 1998                        |
| Piemonte Volley            | Superpuchar Włoch                | złoto          | 1996                              |
| Piemonte Volley            | Puchar Europy Zdobywców Pucharów | złoto · srebro | 1997, 1998 1999                   |
| Lube Banca Marche Macerata | Puchar Włoch                     | złoto          | 2001                              |
| Lube Banca Marche Macerata | Puchar CEV                       | złoto          | 2001                              |
| Bre Banca Lannutti Cuneo   | Puchar CEV                       | brąz           | 2009                              |
| Bułgaria                   | Mistrzostwa Europy               | brąz           | 2009                              |
| Andreoli Latina            | Puchar CEV                       | srebro         | 2013                              |
| Chaumont VB 52             | Puchar Challenge                 | srebro         | 2017                              |
| Chaumont VB 52             | Mistrzostwo Francji              | złoto · srebro | 2017 2018, 2019, 2021, 2023, 2024 |
| Chaumont VB 52             | Superpuchar Francji              | złoto          | 2017, 2021                        |
| Chaumont VB 52             | Puchar Francji                   | złoto          | 2022                              |